# Saint-Amant-de-Montmoreau
Saint-Amant-de-Montmoreau (tot 2013: Saint-Amant) is een plaats en voormalige gemeente in het Franse departement Charente in de regio Nouvelle-Aquitaine en telt 646 inwoners (1999).

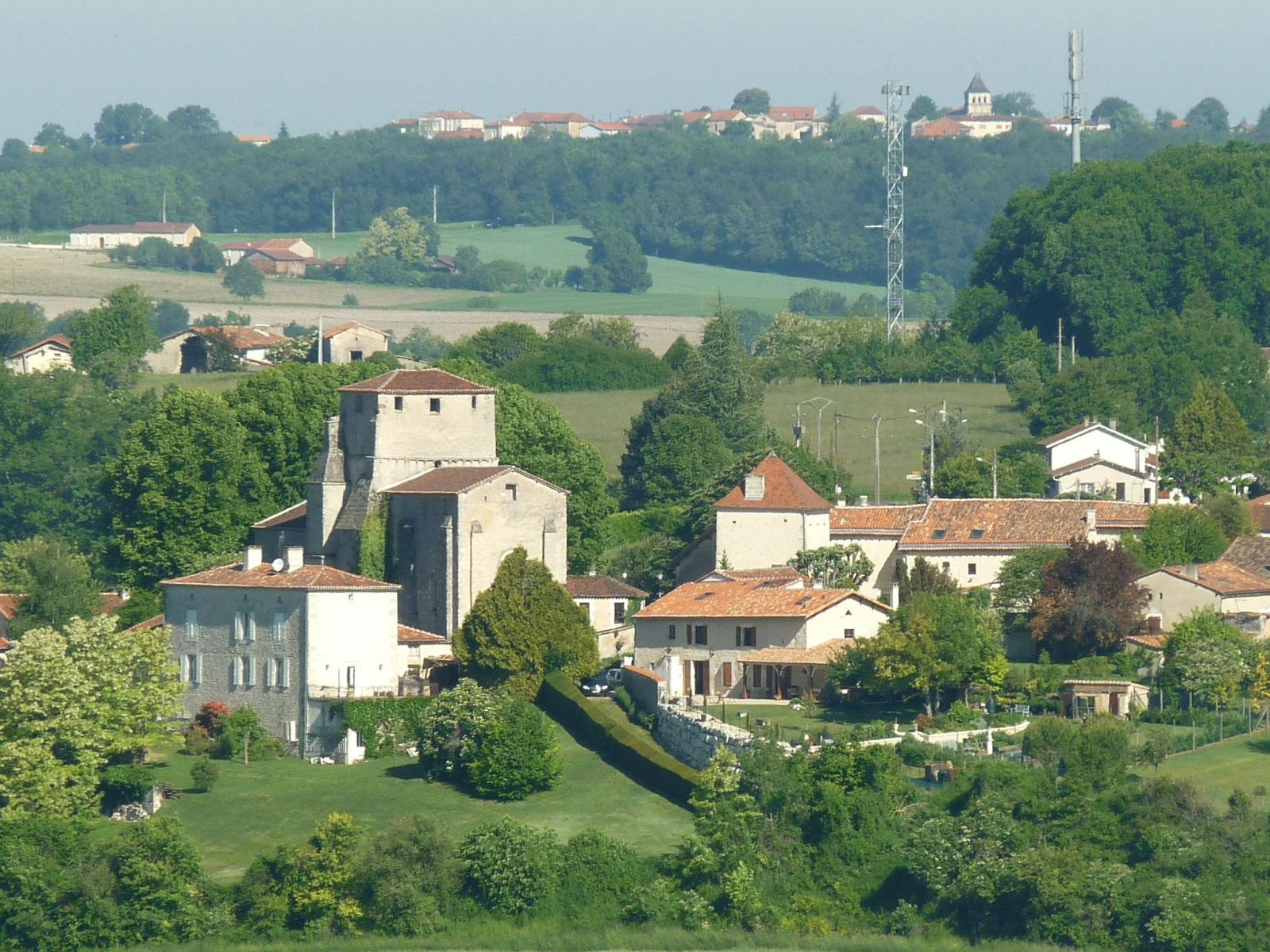
Saint-Amant-de-Montmoreau
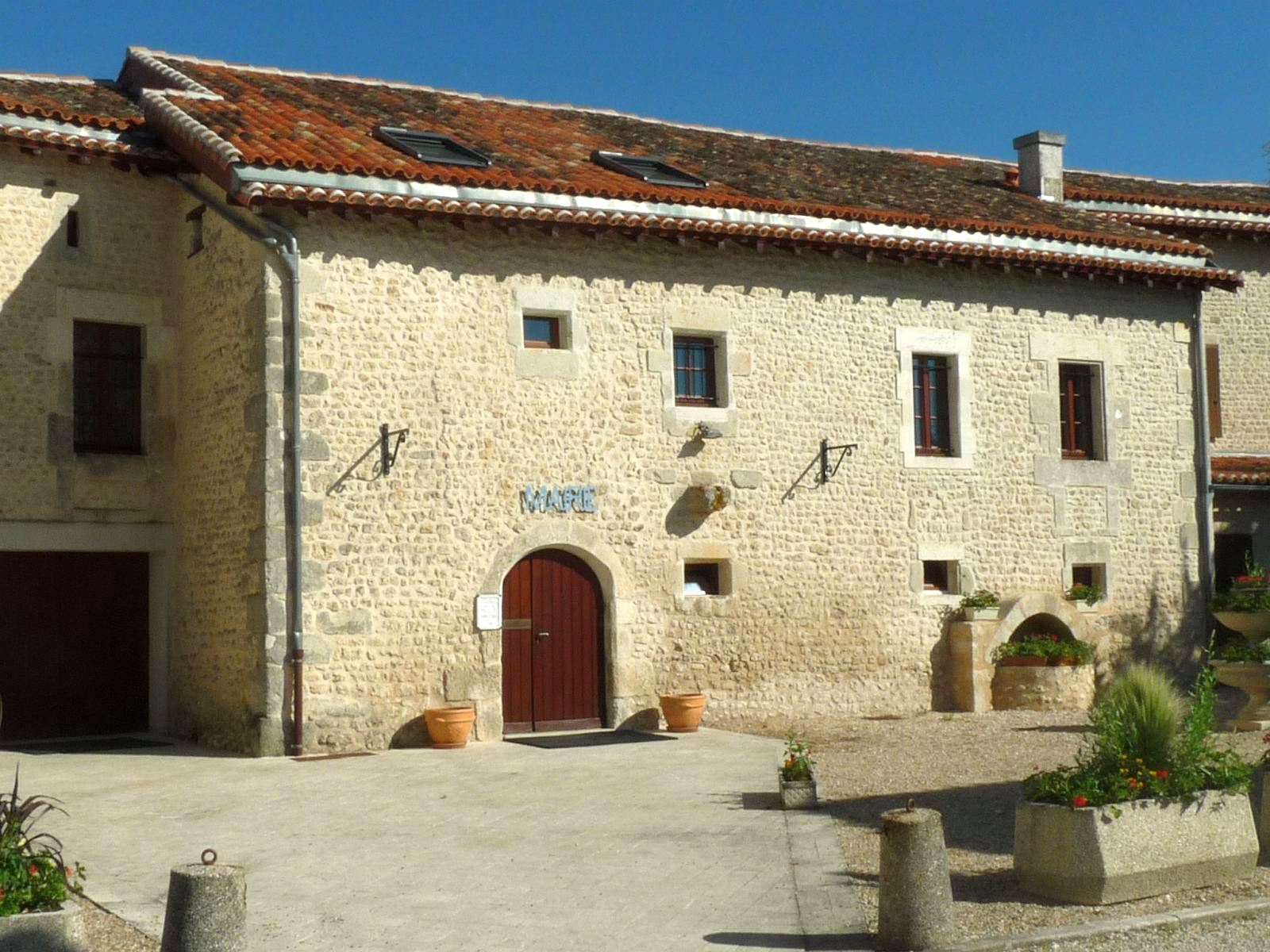
Voormalig gemeentehuis
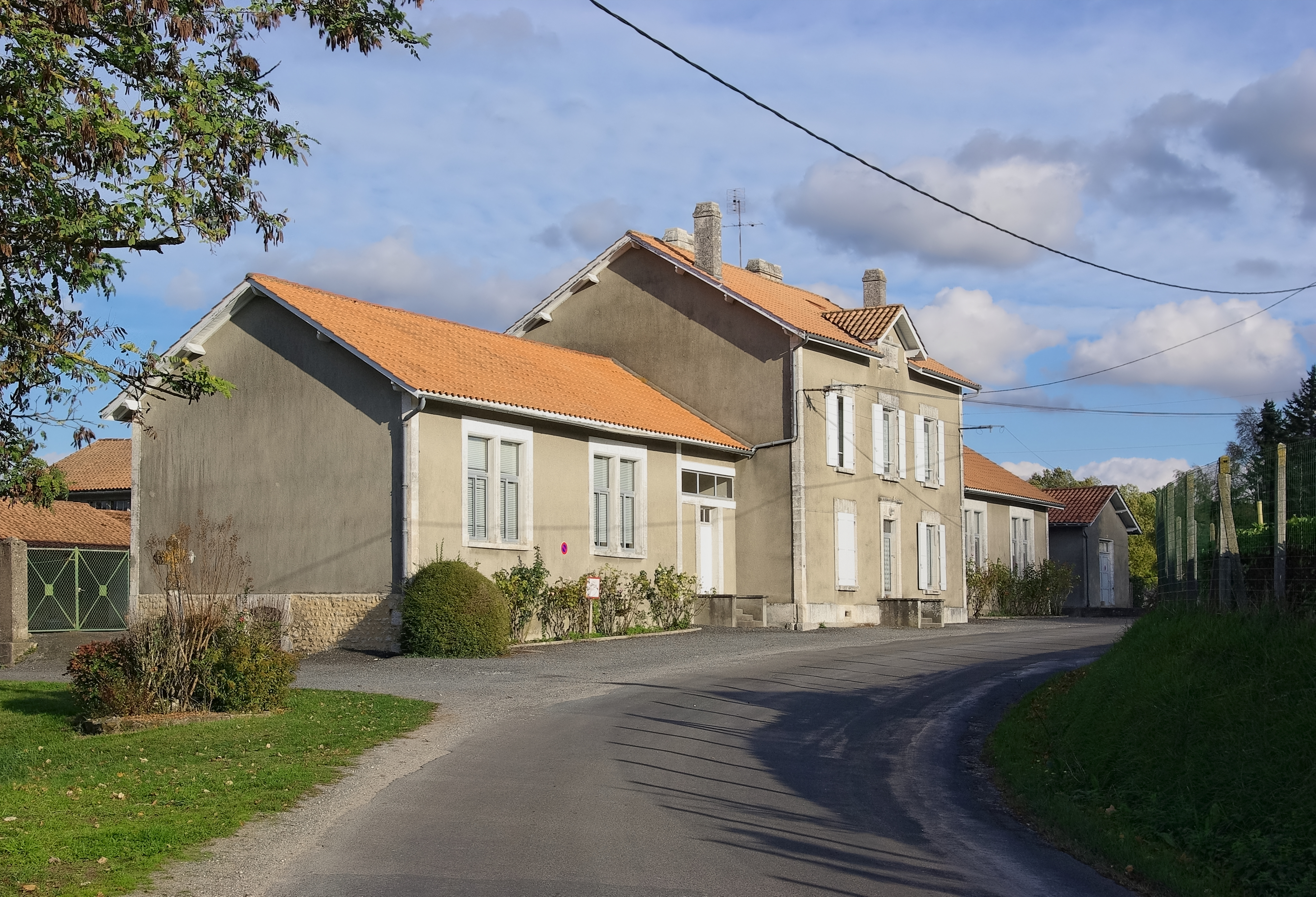
School
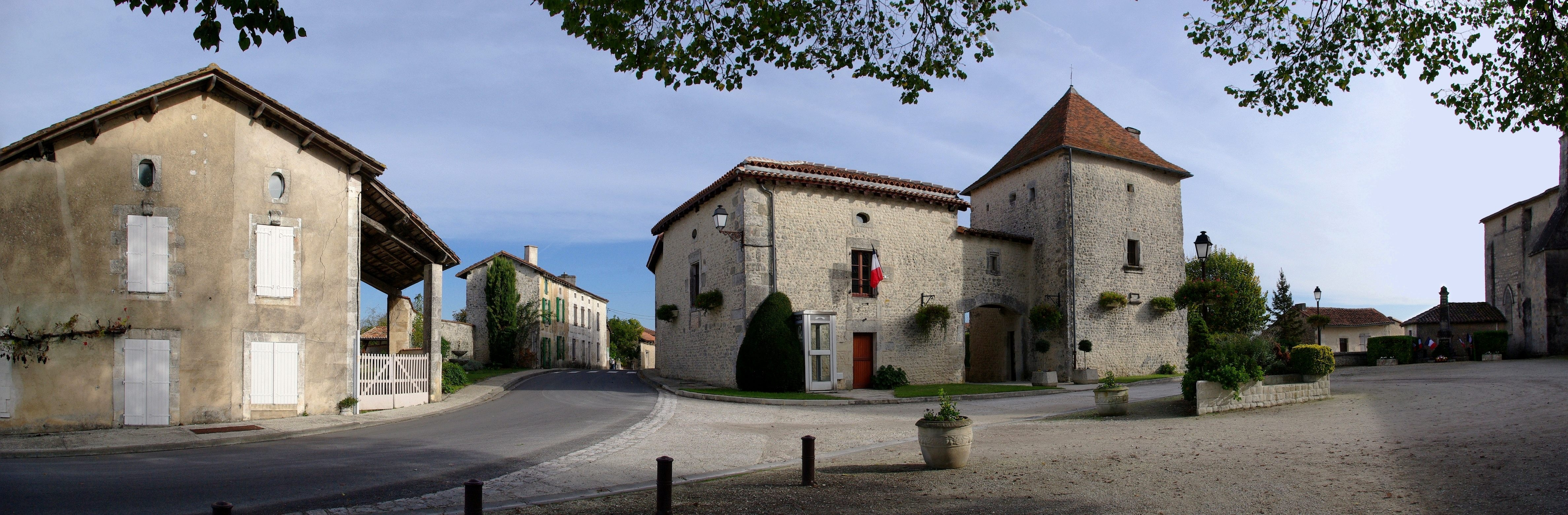
Centrum

## Geschiedenis
Saint-Amant-de-Montmoreau maakte deel uit van het kanton Montmoreau-Saint-Cybard totdat dit op 22 maart 2015 werd opgeheven en de gemeenten werden opgenomen in het op die dag gevormde kanton Tude-et-Lavalette. De gemeente fuseerde op 1 januari 2017 met Aignes-et-Puypéroux, Montmoreau-Saint-Cybard, Saint-Eutrope en Saint-Laurent-de-Belzagot tot de commune nouvelle Montmoreau.

## Geografie
De oppervlakte van Saint-Amant bedraagt 27,7 km², de bevolkingsdichtheid is 23,3 inwoners per km².
De onderstaande kaart toont de ligging van Saint-Amant-de-Montmoreau met de belangrijkste infrastructuur en aangrenzende gemeenten.

## Demografie
Onderstaande figuur toont het verloop van het inwonertal.